# Andriej Sacharow

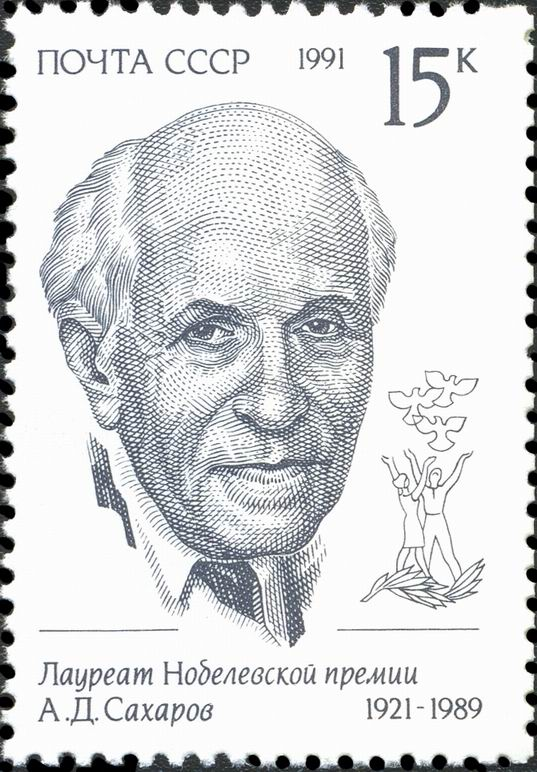
Radziecki znaczek pocztowy z wizerunkiem Sacharowa z 1991

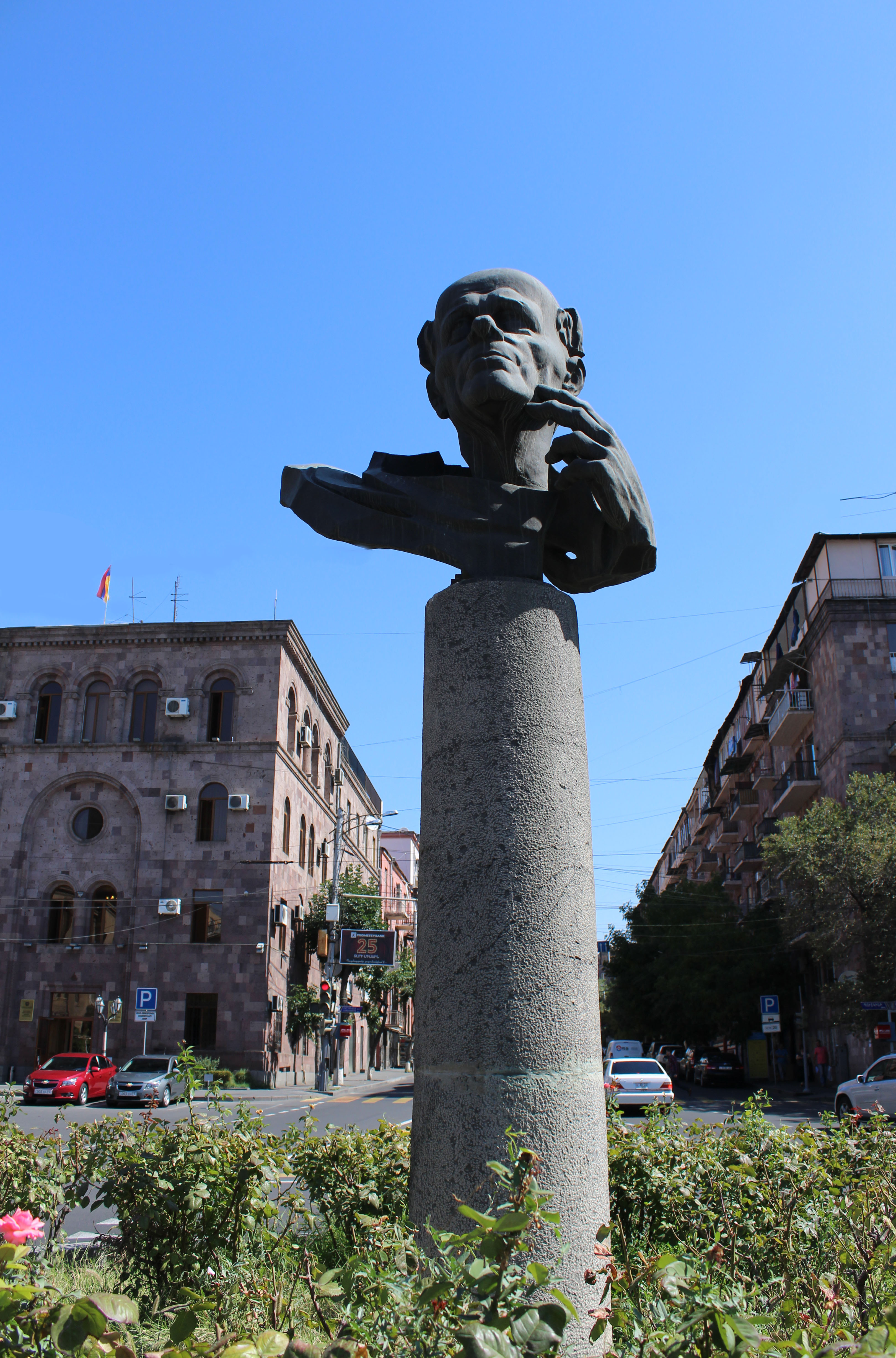
Pomnik Andrieja Sacharowa w Erywaniu

Andriej Dmitrijewicz Sacharow (ros. Андрей Дмитриевич Сахаров, ur. 21 maja 1921 w Moskwie, zm. 14 grudnia 1989 tamże) – rosyjski fizyk jądrowy, ojciec radzieckiej bomby wodorowej, twórca m.in. teorii indukowanej grawitacji, działacz polityczny, laureat Pokojowej Nagrody Nobla. Członek Akademii Nauk Związku Radzieckiego, deputowany na I Kongres Deputowanych Ludowych Związku Radzieckiego.

## Życiorys
W 1938 rozpoczął studia na Pedagogicznym Uniwersytecie Moskiewskim. Ukończył je w Aszchabadzie, ponieważ uczelnia musiała zostać ewakuowana w trakcie inwazji niemieckiej w 1941. Następnie zaczął pracę laboratoryjną w Uljanowsku. Powrócił do Moskwy w 1945, gdzie w 1947 uzyskał doktorat. Zajmował się m.in. promieniowaniem kosmicznym. W połowie 1948 trafił do zespołu Igora Kurczatowa, gdzie zaczął pracę w radzieckim programie jądrowym. Po śmierci Kurczatowa został szefem programu, stając się współtwórcą radzieckiej bomby wodorowej. Widząc skutki dokonywanych prób, odmówił dalszych badań, stając się dysydentem.
W 1964 podczas wyborów do Akademii Nauk zabrał głos atakując m.in. hołubionego przez władzę Trofima Łysenkę. Od tego czasu coraz częściej zabierał głos w sprawach społecznych i politycznych. W 1968 napisał długi esej Rozmyślania o postępie, pokojowym współistnieniu i wolności intelektualnej. Wydano go w nakładzie 18 mln egzemplarzy, najpierw jako samizdat, a następnie za granicą. To spowodowało ostrą reakcję władz. Został wyrzucony z pracy w ośrodku badań jądrowych i pozbawiony wszelkich tytułów. Mimo to działał na rzecz rozbrojenia, ograniczenia potencjałów nuklearnych, demokracji i poszanowania praw człowieka. W 1975 r. otrzymał Pokojową Nagrodę Nobla. Krytykował ustrój sowiecki, określając go jako totalitarny i jego poczynania – m.in. interwencję w Afganistanie, klasyfikując ją jako agresję.
3 grudnia 1986 wrócił do Moskwy z miasta Gorki (obecnie Niżny Nowogród), dokąd został zesłany w 1980 za protesty przeciwko agresji Związku Radzieckiego na Afganistan.
Był żonaty z Jeleną Bonner.
Pochowany na Cmentarzu Wostriakowskim w Moskwie.

## Odznaczenia, wyróżnienia i upamiętnienie
- Bohater Pracy Socjalistycznej (trzykrotnie, w 1953, 1956 i 1962)
- Nagroda Stalinowska (1953)
- Nagroda Leninowska (1956)
- Order Lenina (1954)
- Medal jubileuszowy „W upamiętnieniu 100-lecia urodzin Władimira Iljicza Lenina”
- Medal jubileuszowy „Trzydziestolecia zwycięstwa w Wielkiej Wojnie Ojczyźnianej 1941–1945”
- Medal jubileuszowy „Czterdziestolecia zwycięstwa w Wielkiej Wojnie Ojczyźnianej 1941–1945”
- Medal „Za ofiarną pracę w Wielkiej Wojnie Ojczyźnianej 1941–1945”
- Medal „Weteran pracy”
- Medal „Za rozwój dziewiczych ziem”
- Medal „W upamiętnieniu 800-lecia Moskwy”
- Krzyż Wielki Orderu Krzyża Pogoni (Litwa, 2003, przyznany pośmiertnie)

W 1975 za działalność na rzecz praw człowieka otrzymał Pokojową Nagrodę Nobla, którą przeznaczył na cele charytatywne.

## Upamiętnienie
Od 1988 nagrodę jego imienia w uznaniu dla osób zasłużonych w walce na rzecz praw człowieka i wolności nadaje Parlament Europejski.
16 grudnia 2010 Rada m.st. Warszawy nadała jednej z ulic na terenie dzielnicy Bielany imię Andrieja Sacharowa. W Polsce naukowiec patronuje jeszcze ulicom w Łodzi i Krakowie.